# Мели, Марсело
Се́сар Марсе́ло Ме́ли (исп. César Marcelo Meli; родился 20 июня 1992 года, Сальто, провинция Буэнос-Айрес) — аргентинский футболист, опорный полузащитник клуба «Ливерпуль» (Монтевидео).

## Биография
Мели начал карьеру в клубе «Колон». 9 декабря 2012 года в матче против «Индепендьенте» он дебютировал в аргентинской Примере. 4 марта 2014 года в поединке против «Годой-Крус» Масело забил свой первый гол за «Колон».
Летом того же года Мели перешёл в «Бока Хуниорс». Сумма трансфера составила 550 тыс. евро. 28 августа в поединке против «Эстудиантеса» он дебютировал за новую команду. 31 августа в матче против «Велес Сарсфилд» Марсело забил свой первый гол за «Боку». 12 марта 2015 года в матче Кубка Либертадорес против венесуэльского «Саморы» Мели забил гол.
В августе 2016 года Марсело на правах аренды перешёл в лиссабонский «Спортинг». Сыграл два кубковых матча за португальскую команду — в рамках Кубка португальской лиги и Кубка Португалии. В январе 2017 года перешёл в «Расинг» из Авельянеды на правах аренды. 26 марта в матче против «Годой-Круса» он дебютировал за новую команду.

## Достижения
Командные
 «Бока Хуниорс»
- Чемпионат Аргентины по футболу — 2015
- Обладатель Кубка Аргентины — 2014/15